# Circuit de Brooklands
Cet article possède un paronyme, voir Brookland.

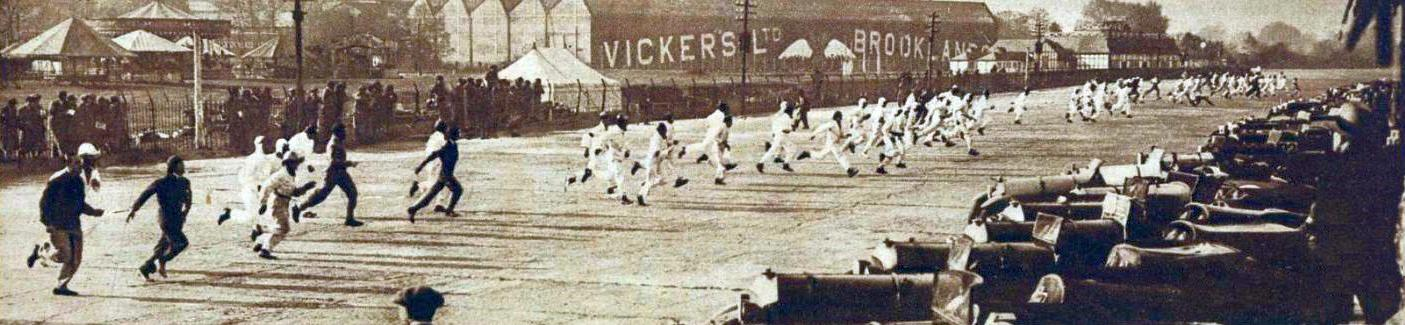
Départ des 2x12 Heures de Brooklands, en mai 1929.

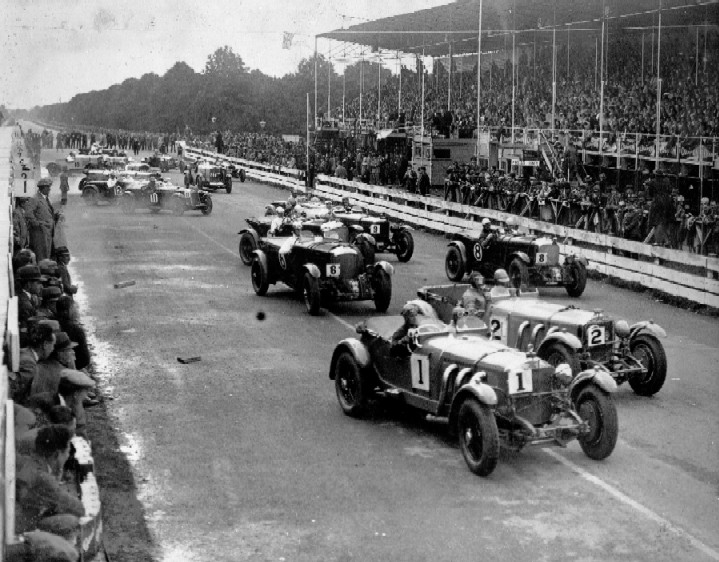
Une course sur le circuit de Brooklands en 1930.

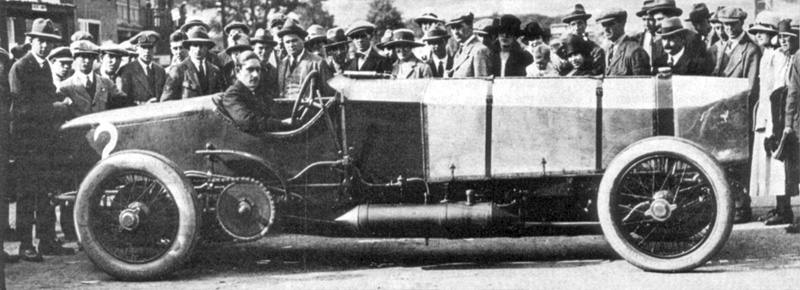
Le comte Zborowski sur « Chitty Bang Bang 1 » à Brooklands

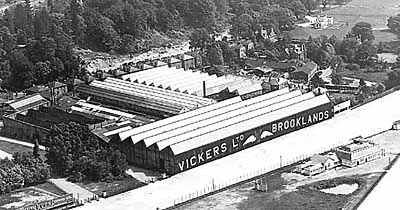
Photo aérienne des usines Vickers dans les années 1930

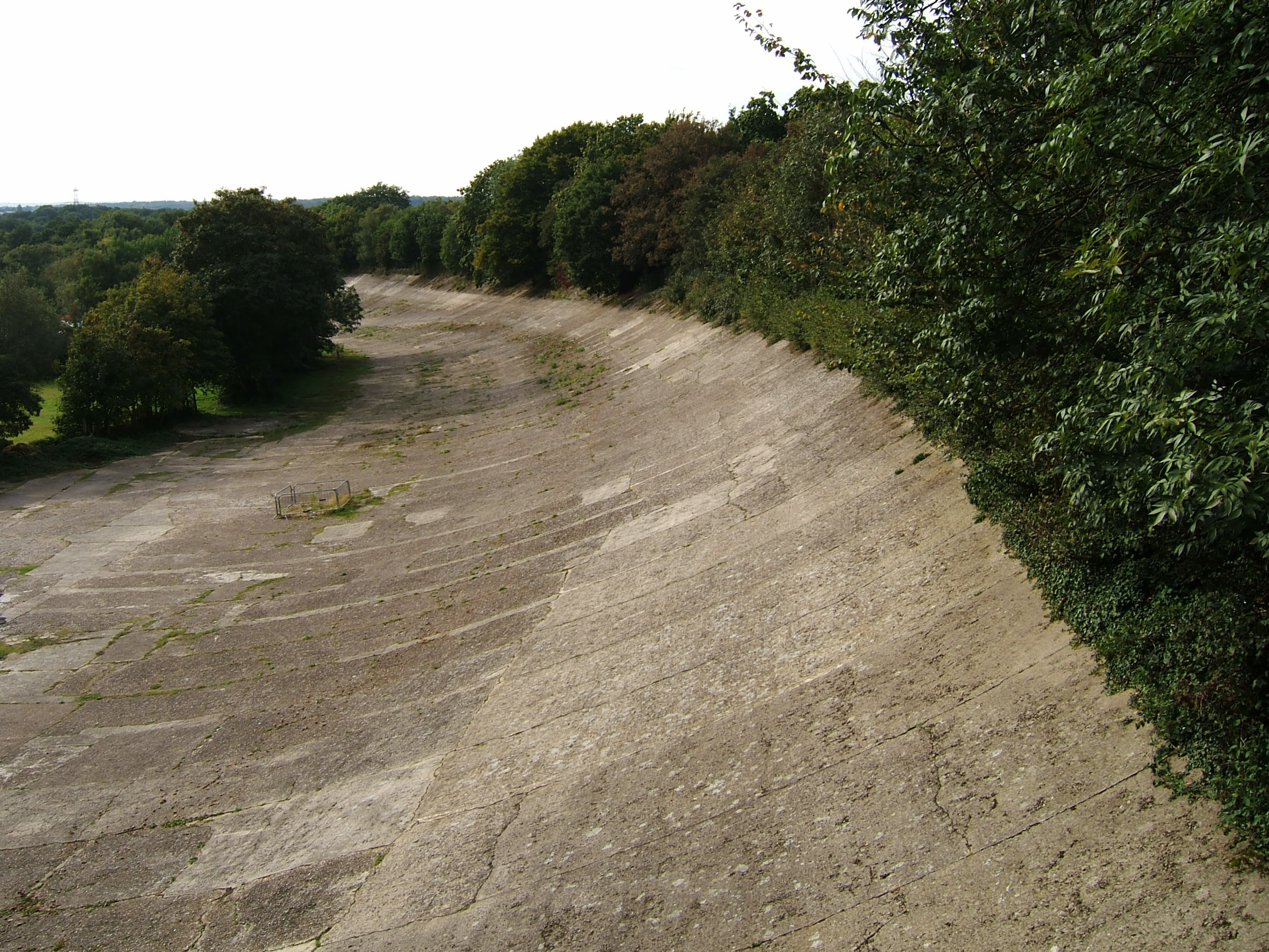
Le circuit en 2007

Le circuit de Brooklands est un circuit automobile de 4,43 km de développement situé près de Weybridge, dans le comté de Surrey, au Royaume-Uni. Il a ouvert en 1907 et est le premier lieu consacré au sport automobile construit spécialement à cet effet. Il fut l'un des premiers aérodromes de Grande-Bretagne. Le circuit a accueilli sa dernière course en 1939 et abrite aujourd'hui le Musée Brooklands consacré à l'aviation et à l'automobile. Le circuit demeure un lieu de rencontres pour voitures et motos anciennes et autres événements liés aux transports.

## Historique
En 1903, le Royaume-Uni met en application son nouveau code de la route — le Motor Car Act 1903 — qui impose une limitation de vitesse de 20 mph (soit 32 km/h) sur toutes les voies publiques. Or, à l'époque, plus de 50 % des voitures produites dans le monde étaient françaises et il y eut des craintes concernant l'industrie automobile naissante en Angleterre car il devenait impossible d'effectuer des tests à haute vitesse sur routes ouvertes. Hugh Locke-King finance alors la construction du circuit de Brooklands dont les plans sont tracés en octobre 1906. Le circuit est inauguré le 17 juin 1907 et devient le premier circuit spécialement créé à destination des automobiles.
Peu après, en mars 1909, l'Indianapolis Motor Speedway est construit en s'inspirant du circuit de Brooklands. Sa course inaugurale se tient le 12 août 1909.
Prenant en compte les contraintes de vitesse et de visibilité, le circuit de brooklands mesure 30 mètres de large, développe 4,43 km et est de forme ovale avec des virages inclinés pouvant atteindre jusqu'à 9 mètres de haut. Une ligne droite des stands a été construite, allongeant le circuit à 5,23 km dont 2,01 km inclinés. Le circuit peut accueillir jusqu'à 287 000 spectateurs à son apogée. Au milieu de la piste se trouve une ligne noire discontinue (appelée « Fifty Foot Line ») qui permet théoriquement aux pilotes conduisant au-delà de la ligne de prendre les virages relevés sans utiliser le volant.
En raison de la faible qualité du tarmac de l'époque et du prix de l'asphalte le circuit est construit en béton brut. Avec l'épreuve du temps le circuit s'est détérioré et bosselé à cause du tassement du béton.

### Records de durée
Onze jours après son inauguration, les 28 et 29 juin 1907, le circuit accueille la première tentative au monde de record sur une durée de 24 heures. Le pilote Selwyn Edge, qui s'était engagé avant le début des travaux à tenter ce record (on pensait cette performance impossible, des médecins disant qu'il « perdrait la raison après 18 heures »), engage dans cet effort trois Napiers de son équipe spécialement modifiées,. Plus de 350 lampadaires sont installés pour garder le circuit illuminé pendant la nuit et des fumigènes marquent la limite de la piste. Edge pilote sa voiture pendant toute la durée de la course, tandis que quatre conducteurs se relayaient aux volants des deux autres voitures, il bouclera les 24 heures en ayant parcouru 2 569 km à 107,25 km/h de moyenne et les deux autres Napiers iront également au bout des 24 heures.
Le 15 février 1913, Percy E Lambert devient le premier pilote à parcourir 100 miles (160 km) en une heure, à bord d'une Talbot 4-litres à soupapes latérales. Il parcourt exactement 161,7 km (un document filmé de cette performance est visible en vidéo au musée de Brooklands).

### Grande Guerre et entre-deux-guerres
Pendant la Première Guerre mondiale, le circuit est fermé et réquisitionné par le War Office. Vickers construit une usine sur le site du circuit en 1915 et Brooklands devient rapidement un site stratégique important pour la construction, les essais et le ravitaillement d'avions militaires.
Les courses reprennent en 1920 après la réparation du circuit endommagé pendant la première guerre mondiale. Le premier Grand Prix automobile de Grande-Bretagne est organisé en 1926 par Henry Segrave, qui a fait naître un intérêt pour le sport automobile en Angleterre grâce à sa victoire au Grand Prix de France en 1923 et au Grand Prix de San Sebastian l'année suivante. L'épreuve est remportée par Louis Wagner et Robert Sénéchal au volant d'une Delage 155B. La seconde édition du Grand Prix, remportée par Robert Benoist sur Delage, a lieu l'année suivante et ces deux événements ont contribué à une amélioration des installations du circuit.
| Année | Vainqueur                    | Écurie     | Épreuve               | Résultats |
| ----- | ---------------------------- | ---------- | --------------------- | --------- |
| 1926  | Robert Sénéchal Louis Wagner | Delage     | GP du RAC             | Résultats |
| 1927  | Robert Benoist               | Delage     | GP du RAC             | Résultats |
| 1927  | Malcolm Campbell             | Bugatti    | JCC 200 miles         |           |
| 1928  | Malcolm Campbell             | Delage     | JCC 200 miles         |           |
| 1931  | Henry Birkin                 | Maserati   | Mountain Championship |           |
| 1932  | John Cobb                    | Delage     | British Empire Trophy |           |
| 1932  | Malcolm Campbell             | Sunbeam    | Mountain Championship |           |
| 1933  | Stanisław Czaykowski         | Bugatti    | British Empire Trophy |           |
| 1933  | Whitney Straight             | Maserati   | Mountain Championship |           |
| 1934  | George Eyston                | MG         | British Empire Trophy |           |
| 1934  | Whitney Straight             | Maserati   | Mountain Championship |           |
| 1935  | Freddie Dixon                | Riley      | British Empire Trophy |           |
| 1935  | Richard Shuttleworth         | Alfa Romeo | Mountain Championship |           |
| 1936  | Raymond Mays                 | ERA        | Mountain Championship |           |
| 1937  | Prince Bira                  | Delage     | Campbell Trophy (en)  |           |
| 1937  | Hans Rüesch                  | Alfa Romeo | Mountain Championship |           |
| 1937  | Prince Bira                  | ERA        | Campbell Trophy (en)  |           |
| 1938  | Raymond Mays                 | ERA        | Mountain Championship |           |
| 1938  | Johnnie Wakefield            | ERA        | JCC 200 miles         |           |
| 1939  | Arthur Dobson                | ERA        | Road Championship     |           |
| 1939  | Raymond Mays                 | ERA        | Campbell Trophy (en)  |           |

### Records de distance
En juillet et août 1929, Violette Cordery et sa jeune sœur Evelyn conduisent son Invicta 4,5 litres quatre-places sur 30 000 miles (48 280 km) en moins de 30 000 minutes (20 jours et 20 heures), à la moyenne de 99,09 km/h et décrochant leur second Trophée Dewar du Royal Automobile Club.
À partir de 1926 se tient également une course d'endurance, se déroulant en mai ou juin. Dénommée à l'origine les 3 Heures de Brooklands, elle devient les 6 Heures puis les 2x12 Heures de Brooklands.

### Épreuves cyclistes
À la fin des années 1930, le circuit accueille également des épreuves cyclistes organisées par la National Cyclists' Union. En 1939, il est aussi utilisé pour le tournage du film Ask a Policeman de Marcel Varnel.

### Seconde Guerre mondiale
Lorsque la Seconde Guerre mondiale éclate en 1939, le site retourne à la production d'avions de guerre. Certains endroits de la piste sont lourdement endommagés par les raids aériens et une nouvelle route d'accès à l'usine Hawker-Siddeley coupe une partie de la piste en deux. D'autres sections ont également été recouvertes temporairement par des hangars. La Seconde Guerre mondiale a complètement détourné le circuit de sa vocation initiale ; après-guerre, plus aucune course automobile ne sera organisée à Brooklands.

## L'aérodrome de Brooklands
Brooklands est devenu l'un des premiers aérodromes de Grande-Bretagne : en 1908, il accueille les premiers essais de vol d'un avion entièrement construit par le Britannique Alliott Verdon-Roe, futur fondateur des sociétés A.V.Roe and Company et Saunders-Roe Ltd.
En été 1910, Hilda Hewlett et Gustave Blondeau ouvrent la première école de vol du Royaume-Uni. Ils lancent également leur entreprise de fabrication d'aéronefs, Hewlett & Blondeau Limited, sur le site avant de passer à de plus grands locaux à Leagrave dans le Bedfordshire.
En février 1912, Thomas Sopwith ouvre l'école de pilotage Sopwith puis, en juin, avec plusieurs associés, installe à Brooklands la Sopwith Aviation Company dont le siège est à Kingston upon Thames. Les sociétés Louis Blériot, Martinsyde et plus tard Vickers produisent à Brooklands des avions militaires, faisant du site, en 1918, le plus grand centre de construction aéronautique de Grande-Bretagne. De nombreuses écoles de pilotage s'installent également et l'aérodrome devient un centre de formation au pilotage durant l'entre deux guerres.
Durant la Seconde Guerre mondiale, le site est utilisé pour la production d'avions militaires, notamment le Vickers Wellington, le Vickers Warwick et le Hawker Hurricane. Des arbres sont plantés sur certaines sections du circuit pour camoufler les usines Hawker et Vickers. Malgré ces efforts, l'usine Vickers est gravement bombardée par la Luftwaffe le 4 septembre 1940. Le bilan des victimes est de près de 90 ouvriers tués et au moins 419 blessés. Les locaux de l'usine Hawker sont bombardés et endommagé deux jours plus tard, sans pertes humaines ni perturbation de la production. Le 21 septembre 1940, le lieutenant John McMillan Stevenson Patton, du Génie royal canadien et cinq de ses hommes risquent leurs vies pour déplacer une bombe allemande non explosée tombée à proximité de l'usine Hawker pour la faire exploser dans un cratère de bombe existant. McMillan Stevenson Patton a été récompensé par l'attribution de la Croix de George.
Le rôle crucial de Brooklands lors de la bataille de Grande-Bretagne en 1940 est relaté dans une exposition du Musée de Brooklands.
Après la guerre en 1946, le circuit en mauvais état est vendu à Vickers pour poursuivre les activités liées à l'aviation. De nouveaux aéronefs, à destination civile, sont fabriqués sur le site comme le Vickers VC.1 Viking, le Vickers Valetta, le Vickers Varsity, le Vickers Viscount, le Vickers Vanguard et le Vickers VC-10.
En 1951, la construction d'une nouvelle piste d'atterrissage permettant aux nouveaux Vickers Valiant de s'envoler conduit à la suppression d'une partie de la piste. La nouvelle piste, plus longue que la précédente, comporte moins de bâtiments que le site précédent qui resta un centre de test pour Vickers jusqu'en 1972.
Après une expansion considérable durant les années 1950, Vickers fusionne avec la British Aircraft Corporation (fusion de English Electric et Bristol Aircraft) en 1960 et conçoit et produit les BAC TSR-2 et BAC 1-11 ainsi que différente parties du Concorde sur le site. L'usine signe, au milieu des années 1970, un contrat de fusion avec la nouvelle entreprise British Aerospace. British Aerospace occupe le site jusqu'à son rachat par BAE Systems en 1989. BAE conserve toujours un centre logistique à Brooklands aujourd'hui.
En 1987, le site accueille le Musée Brooklands consacré à la préservation et l'enseignement du patrimoine culturel du site. En plus d'organiser de nombreux événements automobiles depuis le milieu des années 1980, le musée organise régulièrement des rassemblements aéronautiques de 1990 à 2003 en utilisant la moitié Nord de la piste originale.

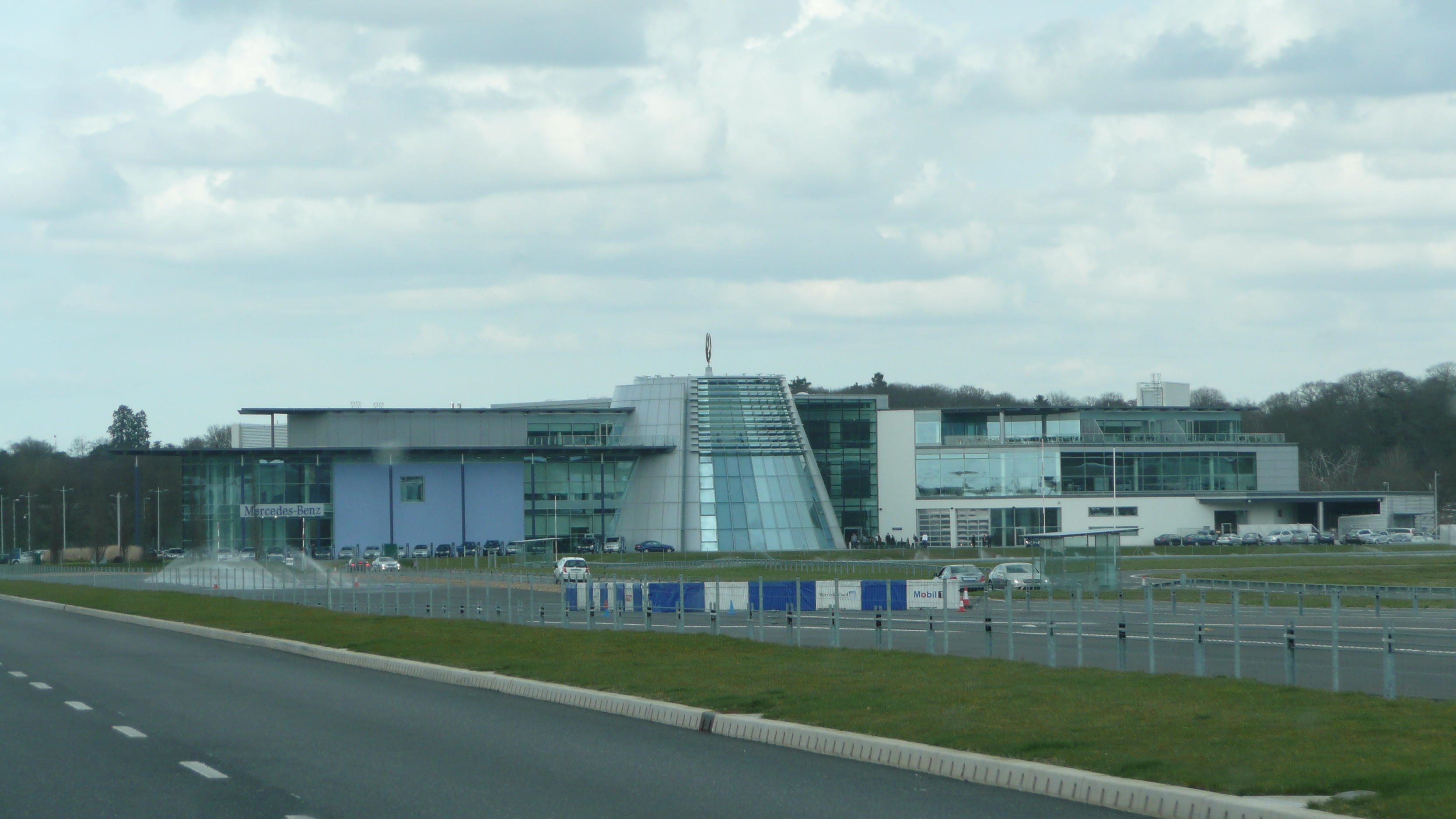
La façade du Mercedes-Benz World.

Après d'importants travaux effectué par la Société Brooklands, entièrement indépendante du musée de Brooklands, certains bâtiments, structures et les sections restantes de la première piste sont désormais préservés. Cette protection juridique a été réexaminée par l'English Heritage et améliorée par le DCMS en 2002.
Début 2004, ce qui restait du circuit de Brooklands et la piste d'atterrissage sont vendus à Daimler UK qui souhaite y installer le « Mercedes-Benz World », un complexe intégrant une piste d'essai pour automobiles, un circuit tout-terrain, un centre de conférence et une salle d'exposition sur la marque Mercedes-Benz, et qui ouvre ses portes au public le 29 octobre 2006.
Brooklands apparaît à la télévision dans les années 1990 lors de l'épisode La Disparition de M. Davenheim de la série Hercule Poirot. Poirot enquête sur un crime impliquant un pilote de course. L'un des tournants relevés de Brooklands a également été utilisé comme lieu de tournage dans un épisode de The Bill.

## Le centenaire
Le circuit de Brooklands célèbre son centenaire le 16 et le 17 juin 2007. Tout au long de l'année 2007, divers événements ont été organisés par le musée Brooklands : utilisation du virage relevé « Byfleet » pour la première fois depuis près de 70 ans, démonstration de Formule 1 par McLaren Racing, course de 24 heures pour commémorer la performance de Selwyn Edge.

## Aujourd'hui

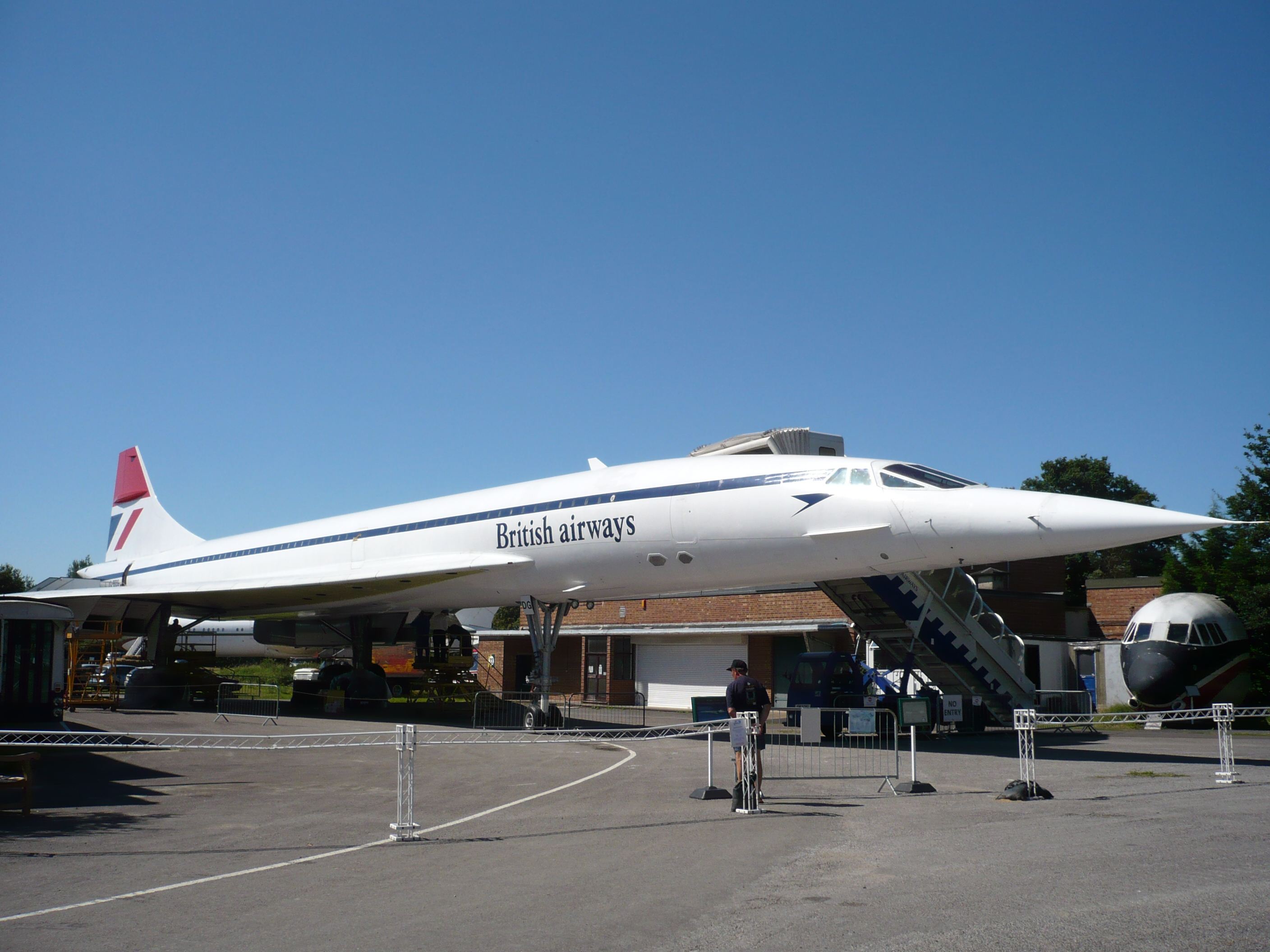
Le Concorde du Brooklands Museum

Les entreprises modernes basées à Brooklands aujourd'hui sont Argos, BAE Systems, Currys-PC World, JTI, Marks & Spencer, Mercedes-Benz World, Mothercare, Nomalites, Procter & Gamble, Sony Royaume-Uni, The Storage Pod et Tesco.

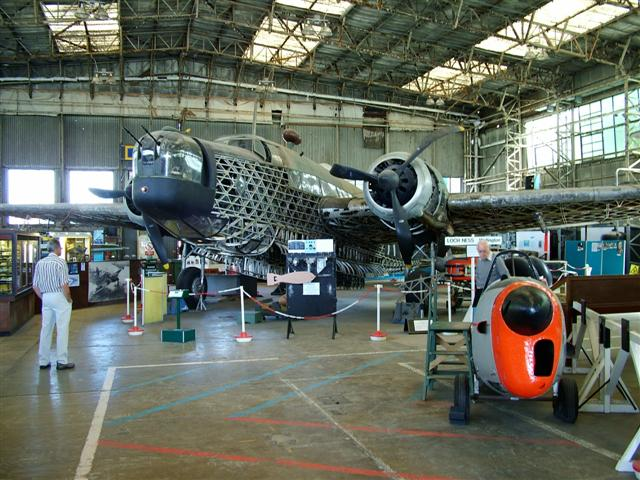
Wellington Mark IA N2980 exposé à Brooklands

Le musée Brooklands abrite de nombreux avions historiques, dont l'un des deux exemplaires survivants de bombardier Vickers Wellington, le Wellington Mark IA qui se crasha en 1940 dans le Loch Ness lors d'un vol d'entraînement à la suite de problèmes moteurs. Tous les aviateurs survécurent, mis à part le mitrailleur arrière qui se tua quand son parachute ne s'ouvrit pas. L'appareil, redécouvert par hasard au en septembre 1985, est exposé avec ses hélices endommagées en hommage au mitrailleur disparu,.
Le G-BBDG, premier Concorde de production Britannique, et la maquette à 40 % du G-CONC qui trônait devant l'aéroport d'Heathrow sont également exposés. Beaucoup d'autres avions civils et militaires sont présents sur le site, notamment un Vickers Vanguard, un Viscount et un VC10. La majorité de ces aéronefs a été construite à Brooklands ou ont des liens étroits avec l'endroit. Le VC10 exposé a en effet été construit et vola pour la première fois à Brooklands. Après son service avec British United et British Caledonian Airways, il est devenu le transport officiel du sultan d'Oman, Qabus ibn Said qui l'a offert au musée en juillet 1987.
Si le circuit n'est plus utilisé aujourd'hui, il est entièrement modélisé dans le jeu pour PC, Spirit of Speed : 1937. D'autres jeux vidéo présentent également du circuit de Brooklands. Le musée de Brooklands dispose d'un simulateur de Formule 1 où le circuit est modélisé comme il était lors de l'avant-guerre.
En 2009, James May, le présentateur de Top Gear, annonce son intention de recréer tout le circuit de Brooklands avec un circuit électrique miniature. Grâce à une équipe de 350 bénévoles, la piste-miniature est installée sur le circuit d'origine à partir de 20 000 pièces de piste Scalextric en suivant de près le tracé de l'ancienne piste de Brooklands : la mini-piste a battu le record mondial du plus long circuit électrique miniature au monde (4,75 km de longueur en raison de la nécessité d'avoir un circuit fluide). L'épisode a été diffusé sur BBC Two le 17 novembre 2009 dans l'épisode James May's Toy Stories.
Un épisode d'Antiques Roadshow a été filmé au  Musée Brooklands en juillet 2009 et par la suite deux épisodes y ont encore été tournés.